# Saint-Avold
Saint-Avold (in tedesco Sankt Avold, in lorenese Sänt Avuur) è un comune francese di 16.753 abitanti situato nel dipartimento della Mosella nella regione del Grand Est.

## Architetture civili
- Castello costruito agli inizi del XVIII secolo (attualmente municipio).
- Il cimitero americano, il più importante d'Europa della Seconda Guerra Mondiale. Conta più di 10.000 tombe.

## Architetture religiose
- Basilica Notre-Dame de Bonsecours
- Abbazia Saint-Nabor

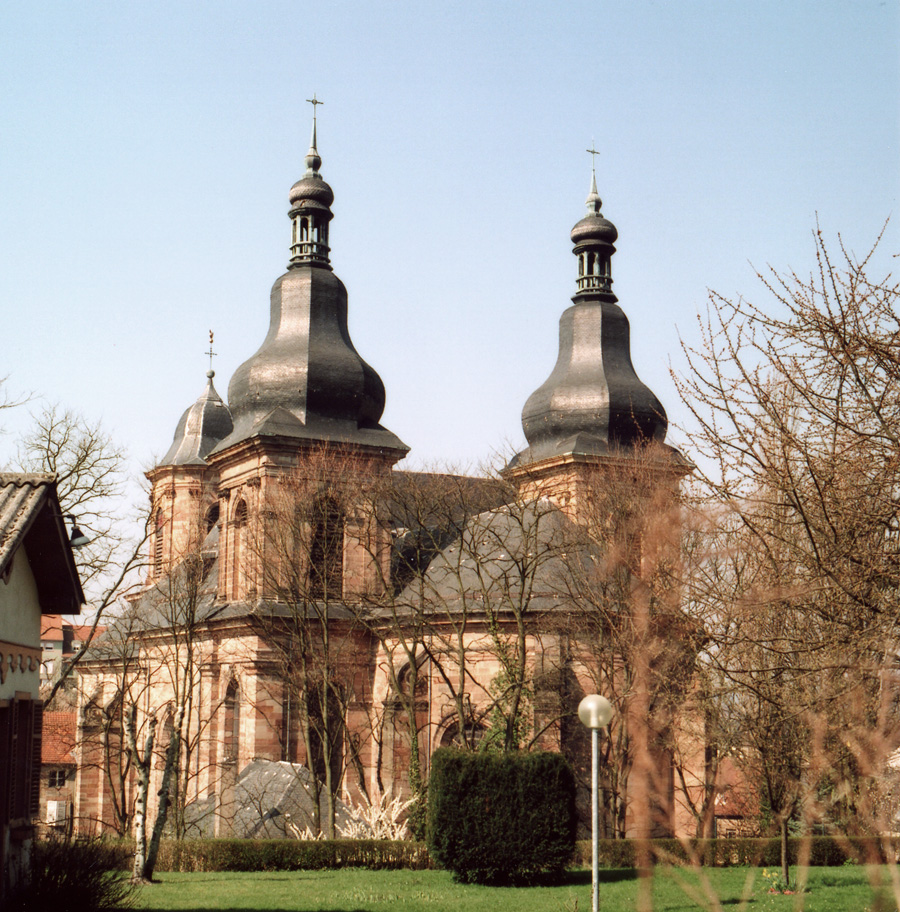
Abbazia Saint-Nabor

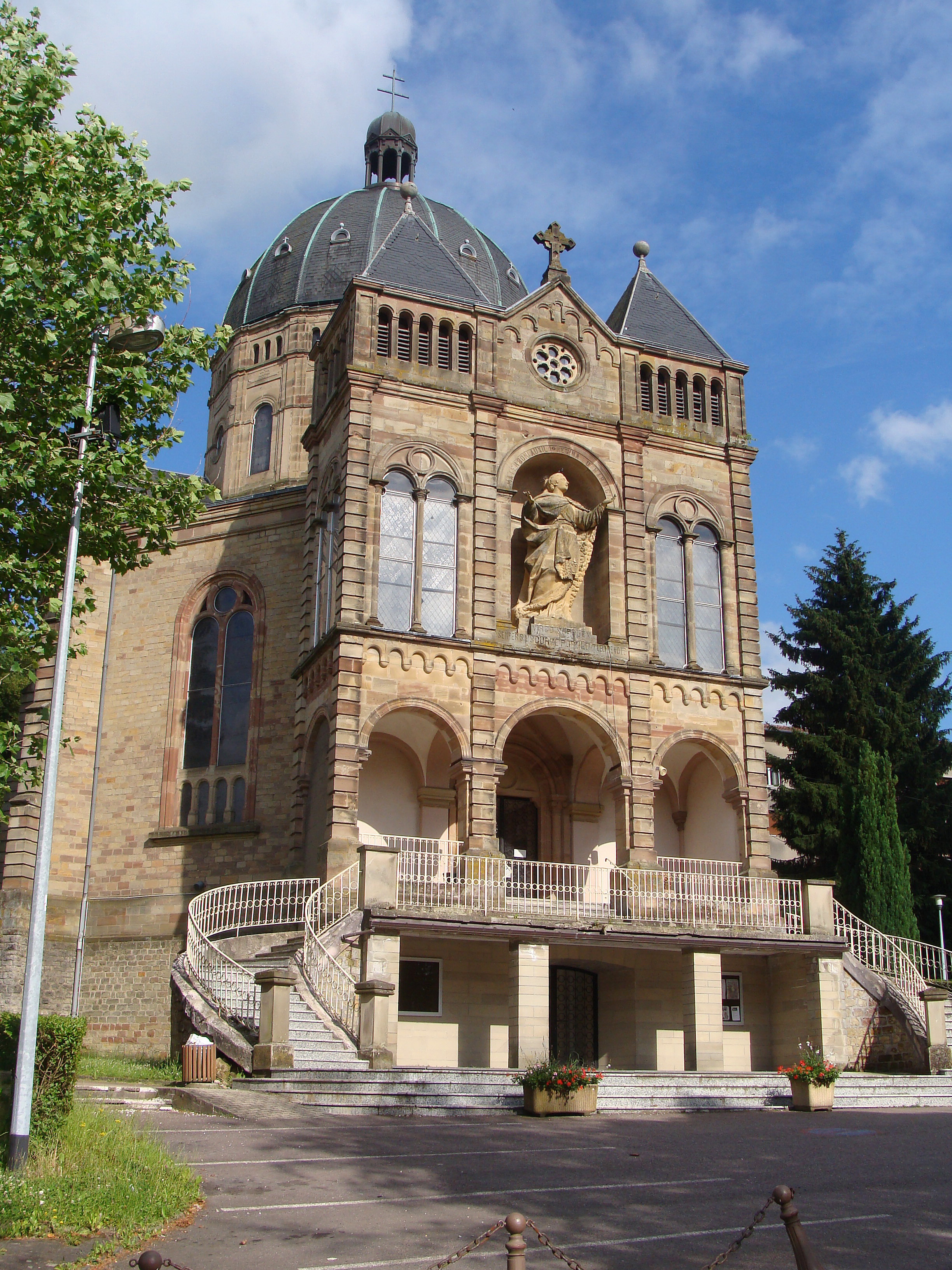
Basilica di Saint-Avold

- Chiesa gotica Saint-Pierre et Saint-Paul
- Capella Sainte-Croix
- Capella des Comtes de Créhange (1574)
- Capella de la Sainte-Trinité
- Capella du Choléra
- Capella Saint-Sébastien di Dourd'Hal
- Capella del cimitero americano
- Chiesa di Jeanne d'Arc
- Chiesa di Dourd'Hal
- Chiesa Saint-Pie X
- Oratorio à la Vierge
- Capella di Lemire
- Chiesa luterana (rue Lemire)
- Chiesa luterana (cité Jeanne d'Arc)
- Chiesa neo-apostolica
- Sinagoga (1956)

## Società

### Evoluzione demografica
Abitanti censiti